# Херсонский (Будённовский район)
Херсо́нский — посёлок в Будённовском районе (муниципальном округе) Ставропольского края России.

## География
На севере: река Томузловка
На востоке: село Преображенское, Томузловский коллектор
На западе: посёлок Правобережный
Расстояние до краевого центра: 158 км.
Расстояние до районного центра: 25 км.

## История
Основан в 1885 году:30. Первыми поселенцами были раскрепощённые крестьяне пана Калантара из с. Маслов-Кут (Стародубское). Впоследствии заселялся переселенцами из Херсонской и Таврической губернии, в честь которых получил своё название.
До 16 марта 2020 года посёлок входил в упразднённый Преображенский сельсовет.

## Население
| 1925 | 1926 | 1989 | 2002 | 2010 | 2012 | 2014 |
| ---- | ---- | ---- | ---- | ---- | ---- | ---- |
| 525  | ↗573 | ↘508 | ↗595 | ↘519 | ↗540 | ↘500 |

По данным переписи 1926 года по Северо-Кавказскому краю, в населённом пункте числилось 118 хозяйств и 573 жителя (268 мужчин и 305 женщин), из которых украинцы — 100 % или 573 чел.
По данным переписи 2002 года в национальной структуре населения преобладают русские (86 %).

## Инфраструктура
Медицинскую помощь оказывает фельдшерско-акушерский пункт.

## Кладбища
В границах посёлка расположено общественное открытое кладбище.